# Rhagoletis mongolica
Rhagoletis mongolica
 es una especie de insecto del género Rhagoletis de la familia Tephritidae del orden Diptera. 
Kandybina la describió científicamente por primera vez en el año 1972.